# Thập niên 10 TCN
Thập niên 10 TCN hay thập kỷ 10 TCN chỉ đến những năm từ 10 TCN đến 19 TCN.